# (164) Eva
(164) Eva – planetoida z pasa głównego asteroid.

## Odkrycie
Została odkryta 12 lipca 1876 roku w Obserwatorium paryskim przez braci Paula i Prospera Henry. Pochodzenie nazwy planetoidy jest nieznane.

## Orbita
(164) Eva okrąża Słońce po lekko nieregularnej obicie w ciągu 4 lat i 99 dni w średniej odległości 2,63 j.a.

## Właściwości fizyczne
(164) Eva to duża i bardzo ciemna planetoida pasa głównego. Składa się najprawdopodobniej z oliwinu i piroksenów.